# Zeppelina monostylos
Zeppelina monostylos är en ringmaskart som först beskrevs av Zeppelin 1883.  Zeppelina monostylos ingår i släktet Zeppelina och familjen Ctenodrilidae. Inga underarter finns listade i Catalogue of Life.